# あさぎり町乗合タクシー
あさぎり町乗合タクシー（あさぎりちょうのりあいタクシー）は、熊本県球磨郡あさぎり町にて運行する乗合タクシーである。

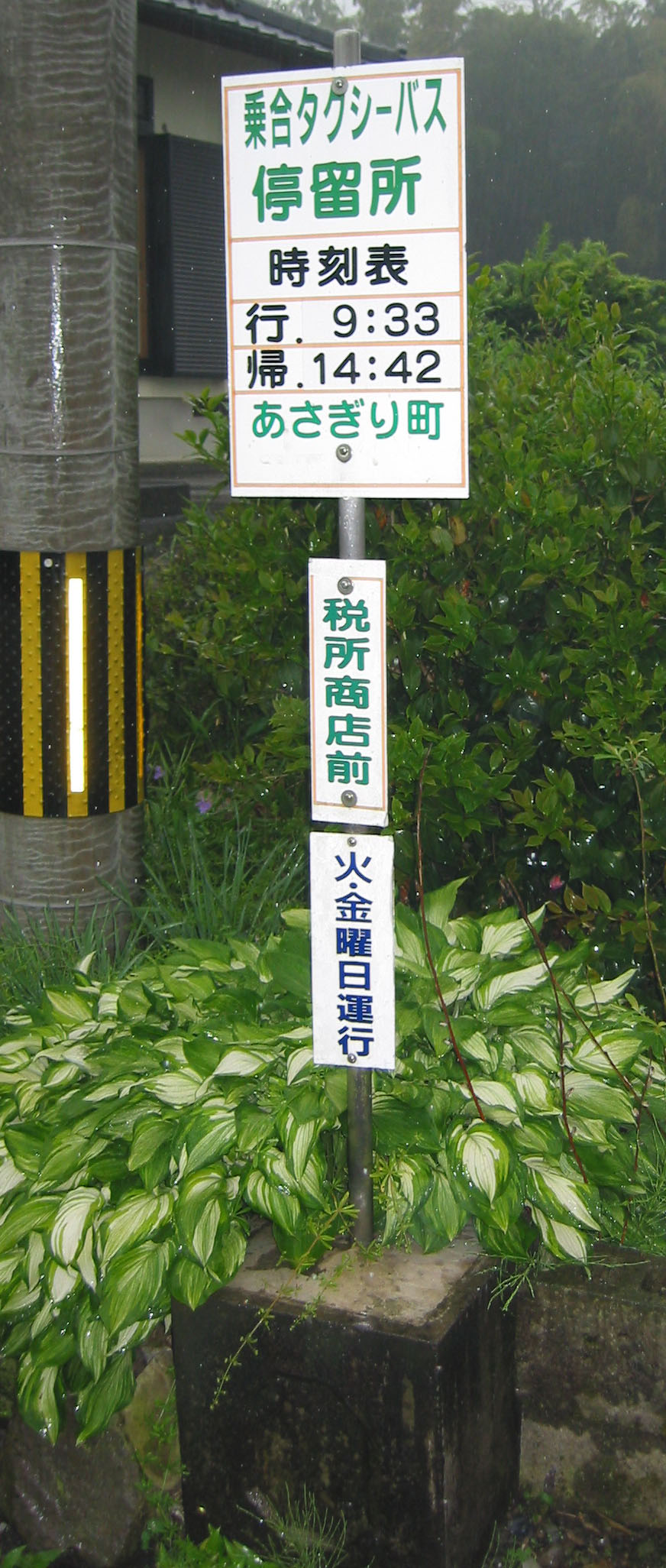
乗合タクシーの停留所

## 概要
- 運行経費の補助は、自治体がタクシーメーターの料金と運賃収入との差額を負担する方式を採っている。
- 運行は、中央タクシー、人吉観光交通に委託されている[1]。
- 運行形態は、定時定路線である。但し、一部事前予約制を採用している。
- 12路線がある。但し3路線は事前予約要である[2]。
- 運賃は、1回200円均一。小学生以下や身障者は150円、1歳未満の乳児は無料。

## 沿革
- 2004年4月1日 - 運行開始。当時は以下13路線だった[3]。

皆越麓ヘルシーランド線、黒田下西今井ふれあい福祉センター線、榎田永里役場本庁舎線、野中田竹野ヘルシーランド線、福留宮麓熊野ポッポー館線、堀の角永山役場本庁舎線、下原清水ふれあい福祉センター線、平山湯の原ヘルシーランド線、浜の上屯所築地ふれあい福祉センター線、古城中島今村役場本庁舎線、新深田古町久鹿ヘルシーランド線、鷺巣下里庄屋久鹿ふれあい福祉センター線、柳の内加茂庄屋二子役場本庁舎線

## 路線
皆越麓ヘルシーランド線
- ヘルシーランド - 井上 - 川久保 - 秋時観音入口 - 麓詰所前 - 薬師山門前 - 谷水 - 清願寺 - 山下橋 
  - 火曜、金曜のみの運行。

堀の角永山役場本庁線
- 役場本庁舎 - ポッポー館 - ヘルシーランド - 石坂 - 永山 - 平和中央 - 神殿原公民館 - 春日会館前 - 堀の角広場
  - 水曜、土曜のみの運行。

下原清水ふれあい福祉センター線
- ふれあい福祉センター - 斉堂詰所 - ヘルシーランド - 塚脇公民館前 - 下原
  - 水曜、土曜のみの運行。

黒田下西今井ふれあい福祉センター線
- ふれあい福祉センター - ヘルシーランド - 柳別府 - 今井 - 上西別府 - 茶屋 - 下西中央 - 下乙詰所前 - 永才公民館 - 岡留神社前
  - 火曜、金曜のみの運行。

榎田永里役場本庁線
- 役場本庁舎 - ポッポー館 - ヘルシーランド - 永里公民館 - うるお - 日の出 - 榎田公民館 - 税所商店前
  - 火曜、金曜のみの運行。

新深田古町久鹿ヘルシーランド線
- ヘルシーランド - ポッポー館 - 役場本庁舎 - 高山荘 - 深田支所 - 城公民館 - 草津山公民館 - 新深田公民館
  - 木曜、日曜のみの運行。

鷺巣下里庄屋久鹿ふれあい福祉センター線
- ふれあい福祉センター - 築地公民館 - 役場本庁舎 - 深田支所 - 植深田詰所前 - 高山荘 - 鷺巣堂前
  - 木曜、日曜のみの運行。

柳の内加茂庄屋二子役場本庁線
- 役場本庁舎 - 長徳寺 - 向町公民館入口 - 深田支所 - 高山荘 - 庄屋公民館 - 加茂薬師堂前 - 荒茂公民館 - 柳の内林道入口
  - 木曜、日曜のみの運行。

平山湯の原ヘルシーランド線
- ヘルシーランド - ポッポー館 - 役場本庁舎 - 須恵支所 - 湯の原ペーハエイト - 諏訪原公民館前 - 平山詰所
  - 水曜、土曜のみの運行。

狩所ポッポー館線
- ポッポー館前 - 今井詰所 - 柳別府 - ヘルシーランド前 - 上小学校前 - 秋時 - 白髭神社前 - 薬師参道入口 - 狩所公民館前
  - 月曜 - 金曜の運行、ただし事前予約要。

深田ポッポー館線
- ポッポー館前 - 向町公民館入口 - 明廿 - 城公民館前 - 古町 - 栗山豆腐店前
  - 月曜 - 金曜の運行、ただし事前予約要。

平山ポッポー館線
- ポッポー館前 - 役場本庁舎 - 旧須恵役場前 - つつじヶ丘学園前 - 屯所 - 諏訪原 - 松尾入口 - 平山詰所
  - 月曜 - 金曜の運行、ただし事前予約要。

## 車両
- ジャンボタクシー車（トヨタ・ハイエース）を主に使用している。

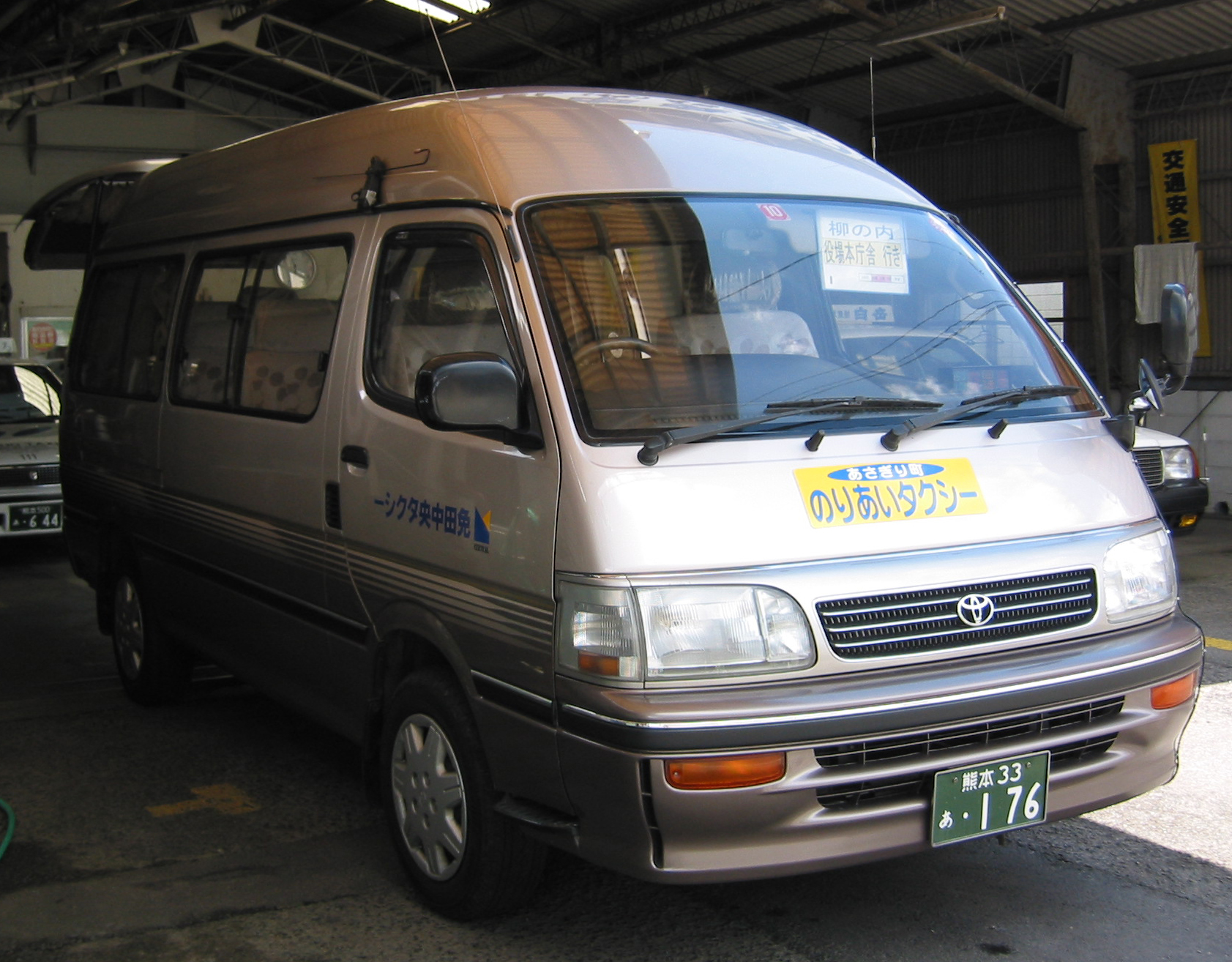
中央タクシーの車両
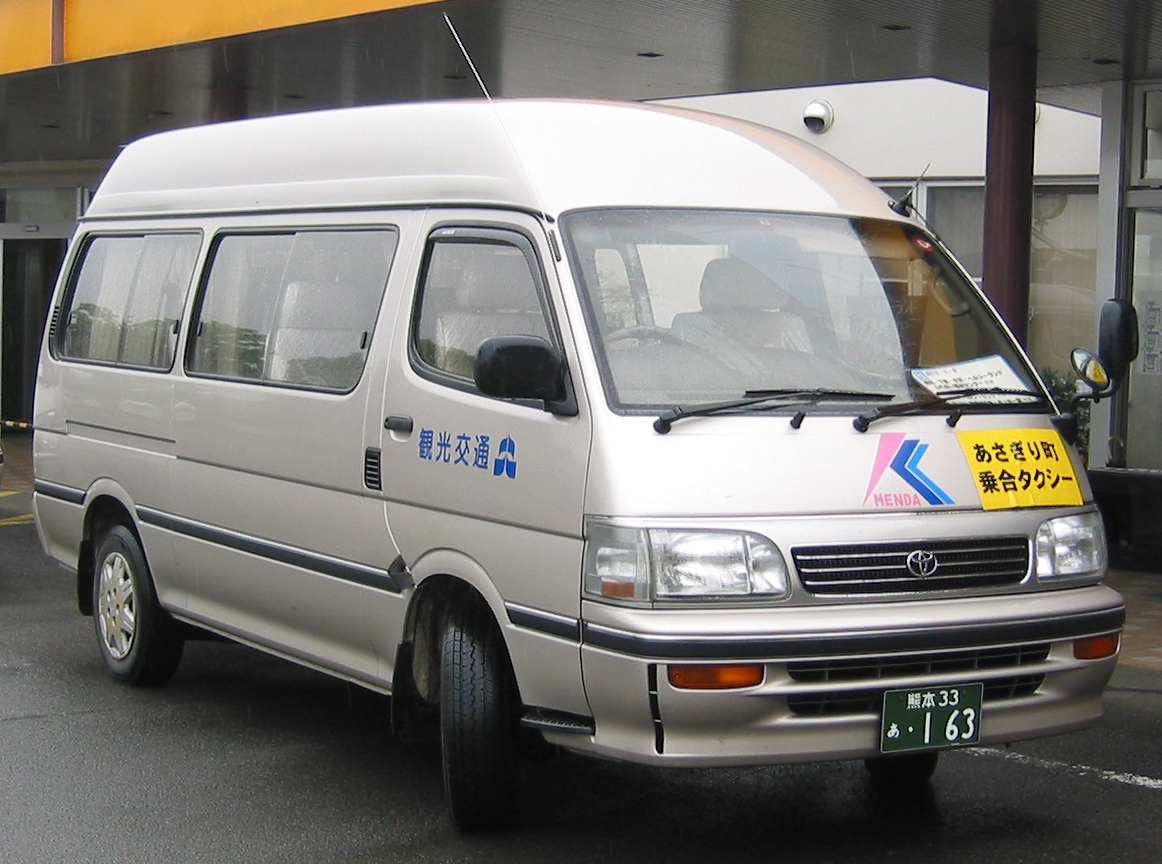
人吉観光交通の車両